# Крус, Аллан
Аллан Энсо Крус Леаль (исп. Allan Enzo Cruz Leal; 24 февраля 1996, Никоя, Коста-Рика) — коста-риканский футболист, полузащитник клуба «Эредиано» и сборной Коста-Рики.

## Клубная карьера
Аллан Крус начинал свою карьеру футболиста в коста-риканском клубе «Уругвай де Коронадо». 3 августа 2015 года он дебютировал в коста-риканской Примере, выйдя на замену в концовке гостевого поединка против «Алахуэленсе». Спустя три месяца Крус забил свой первый гол на высшем уровне, открыв счёт в домашнем матче с командой «Сантос де Гуапилес».
В середине 2017 года Аллан Крус перешёл в «Эредиано».
18 января 2019 года Крус перешёл в новообразованный клуб MLS «Цинциннати». Дебютировал за «Цинциннати» 10 марта в матче против «Атланты Юнайтед». 17 марта в матче «Портленд Тимберс» забил свой первый гол в MLS. 7 ноября продлил контракт с «Цинциннати» на несколько лет. В январе 2020 года Крус получил грин-карту и в MLS перестал считаться иностранным игроком. По окончании сезона 2022 «Цинциннати» не стал продлевать контракт с Крусом.
12 июня 2023 года Крус вернулся в «Эредиано».

## Международная карьера
За сборную Коста-Рики Крус дебютировал 7 сентября 2018 года в товарищеском матче со сборной Республики Корея. 20 ноября 2018 года в товарищеском матче со сборной Перу он забил свой первый гол за коста-риканскую сборную.
Крус был включён в состав сборной Коста-Рики на Золотой кубок КОНКАКАФ 2019. В первом матче в групповом раунде против сборной Никарагуа забил гол на 75-й минуте и вместе с командой добился победы со счётом 4:0.
Был включён в состав сборной на Золотой кубок КОНКАКАФ 2021.

## Достижения
Командные
 «Эредиано»
- Чемпион Коста-Рики: апертура 2018
- Победитель Лиги КОНКАКАФ: 2018